# Windhoek Ovest
Il distretto elettorale di Windhoek Ovest è un distretto elettorale della Namibia situato nella Regione di Khomas con 53.438 abitanti al censimento del 2011.
Comprende i sobborghi di Hochland Park, Pioneers Park, Academia, Cimbebasia, Rocky Crest oltre che ai quartieri settentrionali ed occidentali della città.